# Maison de la métallurgie et de l'industrie de Liège
La Maison de la Métallurgie et de l'Industrie de Liège (MMIL) est un musée retraçant l'histoire industrielle de la région de Liège articulé sur des thèmes majeurs : la sidérurgie préindustrielle et la première révolution industrielle. Il est situé au cœur du quartier du Longdoz, au centre de la ville de Liège, longtemps animé par les industries.
La MMIL fait partie du Pôle muséal & culturel de l'Université qui comprend, entre autres, l'Aquarium-Muséum, la Maison de la science, les Espaces botaniques universitaires de Liège, l'ASBL Haute Ardenne, Hexapoda et la société astronomique de Liège.

## Historique

### Bâtiment
La plus ancienne partie de l’usine fut bâtie en 1845 par les frères Dothée pour y installer leur production de fer blanc...
En 1862, la société Dothée est absorbée par la « Société des Charbonnages et Hauts-Fourneaux de l’Espérance » pour devenir la « Société des Charbonnages, Hauts-Fourneaux et Laminoirs de l’Espérance » puis la « Société Anonyme Métallurgique d’Espérance-Longdoz » en 1877.
Après un pic de production de 142.000 tonnes de tôles en 1948, l’usine du Longdoz est délaissée, faute de place, pour d’autres usines de la région. Le laminage à chaud est arrêté en 1957. Après la fusion de Cockerill et Espérance-Longdoz en 1970, l’activité cesse définitivement en 1980.

### Histoire de l’ASBL

#### 1963
Ouverture d’un musée par Espérance-Longdoz, réunissant les collections de la Compagnie des conduites d’eau rassemblées par René Evrard et celles d’Espérance-Longdoz, récoltées par Léon Willem. Cockerill en reprend la gestion après la fusion avec Espérance-Longdoz (1970).

#### 1973
Le musée devient l’asbl « musée du fer et du charbon ». Cockerill en fait don à la Ville de Liège. Sa gestion est confiée au Musée de la Vie Wallonne.

#### 1990
À la suite des difficultés financières de la Ville de Liège, l’Université de Liège, la Ville de Liège et le Musée de la Vie Wallonne, épaulés par Cockerill Sambre et Vieille-Montagne créent l’asbl « Maison de la Métallurgie », centrée sur la valorisation de la culture scientifique, technique et industrielle au sens large, ainsi que le patrimoine qui y est associé.

#### 1992
L’asbl est renommée « Maison de la Métallurgie et de l’Industrie de Liège ».

#### 2009
Le Musée est reconnu comme Musée de la Communauté française, en catégorie B.

## Espaces muséaux

### Ancienne forge à la wallonne
La découverte de la métallurgie commence dans la forge des XVIIIe  et  XVIIIe siècles, reconstituée avec des machines et des outils d’époque, au pied du haut-fourneau de Gonrieux-lez-Couvin (le plus vieux du pays qui date de 1693).
Grâce à cette immersion, on peut découvrir l'ensemble du cycle de la fonte et du fer : comment le foyer d’affinage, les makas, le laminoir aboutissent aux produits finis.

### Métallurgie du zinc et Société Vieille-Montagne
On découvre le développement de l’industrie du zinc. Même s'il s'agit d'un chapitre méconnu de l'histoire industrielle, la Wallonie y a joué un rôle de premier plan et elle est longtemps restée pionnière.
Outre la baignoire en zinc de Napoléon, est présentée l’histoire de Jean-Jacques Dony et de la société Vieille-Montagne.

### Espace John Cockerill
Ses racines, son projet à Seraing & ses inventions...

### Salle de la vapeur
La Machine d’Ambresin (1840) montre combien ces moteurs de la première révolution industrielle étaient impressionnants. Des modèles réduits en expliquent le fonctionnement et l’historique. La machine à vapeur a en effet bouleversé notre société et l’a propulsée dans l’ère industrielle.

## Collection
Le musée conserve une collection plus de 30 000 objets et documents, parmi lesquels des objets classés trésors de la Fédération Wallonie-Bruxelles :
- Machine à vapeur dite « de Leruitte » de 1857[2]
- Albums photographiques dits « de Saint-Paul de Sinçay » vers 1860-1875[3]
- Dynamo trétrapolaire prototype de Zénobe Gramme vers 1872[4]

Dans ces collections, on retrouve d'autres biens exceptionnels, comme le plus vieux laminoir à fer conservé dans le monde datant de 1819, la baignoire en zinc ayant appartenu à Napoléon ou la machine à vapeur d'Ambresin (mi-XIXe siècle).